# رباط حجابي قولوني
الرِباط الحِجابِي القَوْلُوني  (بالإنجليزية:Phrenicocolic ligament)، هوَ ثَنية مُثلثة الشَكل مِن الصِفاق، تَتصل بِالحَنِية  اليُسرى للقولون والحجاب الحاجز، حيث يقع الطَرف السُفلي للطحال.
يَمتد الرِباط الحِجابي القَولوني مِن الثَنية القُولونية اليُسرى (left colic flexure)  للحِجاب الحاجِز الصَدري في المَنطقة المُقابلة للضِلع العاشِر والحادي عَشر.

## الأهمية
تَنبع أَهمية الرِباط الحجابي القَولوني مِن أنهُ يَعبُر أَسفل الطِحال فَيعمل على تَوفير الدُعامة للطُحال، لِذلك يُسمى أيضاً بِـ الرِباط الحِجابِيُّ الطِّحالِيّ (Sustentaculum lienis).

## التَسمية
تَمت تَسمية الرِباط الحجابي القولوني بِـ رِباط هَنسينغ نِسبة إلى الطَبيب الألماني فريدريش فيلهلم هنسينغ (1719-1745).

## المَراجع
1. ↑  نموذج تأسيسي في التشريح، QID:Q1406710
2. ↑  تَرجمة Phrenicocolic ligament، المُعجم الطِبي، الإصدار الثاني
3. ↑  الحنية وهي نَفسها القَوس أَو الثَنية.
4. ↑  رباط حجابي قولوني نسخة محفوظة 15 ديسمبر 2019 على موقع واي باك مشين.
5. ↑  الثنية القولونية اليُسرى هي نَفسها الثَّنية الطحالية(Splenic flexure).
6. ↑  Hensing ligament in The Free Dictionary by Farlex, Medical Eponyms, Farlex, 2012. نسخة محفوظة 02 أغسطس 2017 على موقع واي باك مشين.
7. ↑  Friedrich W. Hensing in The Free Dictionary by Farlex, Medical Eponyms, Farlex, 2012. نسخة محفوظة 02 أغسطس 2017 على موقع واي باك مشين.

هذه المقالة تعتمد على مواد ومعلومات ذات ملكية عامة، من الصفحة رقم 1158  الطبعة العشرين لكتاب تشريح جرايز لعام 1918.

## روابط خارِجية
- درسٌ تشريحي حول spleen مُعدٌ بواسطة ويسلي نورمان (جامعة جورجتاون).